# Alex Smith (amerikansk fotboll)
Alexander Douglas "Alex" Smith, född 7 maj 1984 i La Mesa, Kalifornien, är en före detta amerikansk fotbollsspelare (quarterback) i National Football League. Smith spelade under sin karriär för San Francisco 49ers, Kansas City Chiefs och Washington Football Team.
Smith spelade på collegenivå för University of Utah och draftades allra först 2005 av San Francisco 49ers.